# Produto nacional bruto
O  Produto Nacional Bruto (PNB) é o produto obtido à custa de fatores que pertencem às unidades residentes, quer tenha sido obtido no território econômico quer fora dele.
A metodologia utilizada pelo Banco Mundial para medir o PNB dos países é baseada no método de conversão monetária Atlas, que atenua as flutuações cambiais ao utilizar uma média dos últimos 3 anos.
O Produto Interno Bruto (PIB) difere do Produto Nacional Bruto (PNB) basicamente pela Renda Líquida Enviada ao (ou Recebida do) Exterior (RLEE ou RLRE): seus efeitos são desconsiderados nos cálculos do PIB, e considerados nos cálculos do PNB. Em geral, os países desenvolvidos possuem um PNB maior que o PIB, ao contrário que acontece com países em desenvolvimento. Esta renda (RLEE/RLRE) representa a diferença entre recursos enviados ao exterior (pagamento de fatores de produção internacionais alocados no país) e os recursos recebidos do exterior a partir de fatores de produção que, sendo do país considerado, encontram-se em atividade em outros países.
As fórmulas para o cálculo do PNB a partir do PIB são as seguintes:
{\displaystyle PNB=PIB+RLRE}
{\displaystyle PNB=PIB-RLEE}
onde:
- PNB é o Produto Nacional Bruto
- PIB é o Produto Interno Bruto
- RLRE é a Renda Líquida Recebida do Exterior (quando as rendas recebidas superam as enviadas)
- RLEE é a Renda Líquida Enviada ao Exterior (quando as rendas enviadas superam as recebidas)

A primeira fórmula é utilizada quando o país em estudo aufere RLRE e a segunda quando aufere RLEE.
Também é correta a seguinte fórmula, além de ser mais didática:
PNB = PIB + "total de rendas recebidas do exterior" - "total de rendas enviadas ao exterior"